# أبو البقاء الأحمدي
أبو البقاء محمد بن علي بن خلف الأحمدي، المصري الشافعي، نزيل المدينة، وهو صاحب كتاب البارع الفصيح في شرح الجامع الصحيح في علم الحديث وفقهه. قال عنه حاجي خليفة: «وهو شرح كبير ممزوج وكان ابتدأ تأليفه في شعبان سنة تسع وتسعمائة.» وهو ملخص من شروح المتأخرين كالكرماني وابن حجر العسقلاني وبدر الدين العيني.

## نشأته
حفظ القرآن، وكتاب البهجة والحاجبية، وكان يتكسب في سوق النساء، قرأ النحو والعربية والعروض والفقه والفرائض والفلسفة، واشتغل بالعقيدة والحديث والمنطق، سافر للحج، وجاور المدينة المنورة فترة طويلة حتى عُرف بنزيل المدينة.
أخذ علم النحو والعروض عن نور الدين الجوجري، وعلم اللغة العربية عن تقي الدين الحصني والعز بن عبد السلام، والفقه عن المناوي.

## مصنفاته
- ألفية إيساغوجي، في المنطق.
- بهجة القواعد في نظم قواعد الإعراب لابن هشام.
- الجواهر البهية على الرامزة الخزرجية، في العروض والقافية.
- الزبد الكافية الشافية في إبراز مكنونات فوائد القافية.
- البارع الفصيح في شرح الجامع الصحيح للبخاري.
- المعتقد الإيماني على عقيدة الشيباني.
- نزهة النواظر وطراز الدفاتر في التوصل إلى معرفة ما حوته الدوائر، في علم العروض ألفها سنة 888 هـ.[4]

## وفاته
لم تذكر المصادر سنة وفاته، وهي مجهولة، ويُعتقد أنه عاش بعد سنة 909 هـ وهي سنة تأليفه لشرح صحيح البخاري.